# 伊茨施泰特
伊茨施泰特是德国石勒苏益格－荷尔斯泰因州的一个市镇。总面积7.13平方公里，总人口2232人，其中男性1124人，女性1108人（2011年12月31日），人口密度313人/平方公里。